# Eric Dickerson
Eric Demetric Dickerson (Sealy, Texas, 2 de Setembro de 1960) é um jogador aposentado de futebol americano. Atuando como running back  na National Football League ele jogou pelo Los Angeles Rams, Indianapolis Colts, Los Angeles Raiders e pelo Atlanta Falcons. Especialistas o consideram um dos maiores corredores da história da NFL.

## Universitário
Dickerson começou a jogar futebol americano na Universidade de Oklahoma, mas ele acabou se mudando para a Universidade Metodista Meridional. Na faculdade, Dickerson fez 4 450 jardas em 790 corridas para 48 TDs e acabou em terceiro na votação para o Heisman Trophy. Ele também foi selecionado First-team All-American em 1982 e também foi para o segundo time All-American no ano anterior.

## Carreira na NFL

### 1983–1987: L.A. Rams
Eric Dickerson foi selecionado na primeira rodada do draft de 1983 pelo Los Angeles Rams como segundo overall pick. Dickerson conseguiu sucesso de imediato na liga estabelecendo varios recordes para um rookie como maior número de corridas (390), maior número de jardas (1 808) e maior número de touchdowns (18), e naquele ano ele também fez duas recepções para touchdown. Por sua performance ele foi nomeado All-Pro, foi selecionado para o Pro Bowl e recebeu os premios Player of the Year (jogador do ano) e Rookie of the Year (novato do ano).
Em seu segundo ano, Dickerson continuou a quebrar recordes na NFL. Por 11 vezes na temporada de 1984 ele correu para mais de 100 jardas, quebrando o recorde do RB O.J. Simpson. Ao final daquela temporada ele correu para 2 105 jardas quebrando mais um recorde de O.J. Simpson que tinha feito mais de 2 000 jardas em 1973. Em 1985 foram mais 1 234 jardas mesmo com ele perdendo os dois primeiros jogos da temporada porém ele acabou não sendo selecionado para o Pro Bowl pela primeira vez em sua curta carreira na NFL.
Números da temporada de 1984
| Semana | Time   | Corridas | Jardas | Jardas por corrida |
| ------ | ------ | -------- | ------ | ------------------ |
| 1      | DAL    | 21       | 138    | 6,6                |
| 2      | CLE    | 27       | 102    | 3,8                |
| 3      | em PIT | 23       | 49     | 2,1                |
| 4      | em CIN | 22       | 89     | 4,0                |
| 5      | NYG    | 22       | 120    | 5,5                |
| 6      | ATL    | 19       | 107    | 5,6                |
| 7      | em NO  | 20       | 175    | 8,8                |
| 8      | em ATL | 24       | 145    | 6,0                |
| 9      | SF     | 13       | 38     | 2,9                |
| 10     | em STL | 21       | 208    | 9,9                |
| 11     | CHI    | 28       | 149    | 5,3                |
| 12     | em GB  | 25       | 132    | 5,3                |
| 13     | em TB  | 28       | 191    | 6,8                |
| 14     | NO     | 33       | 149    | 4,5                |
| 15     | HOU    | 27       | 215    | 8,0                |
| 16     | em SF  | 26       | 98     | 3,8                |
| 1984   | Total  | 379      | 2 105  | 5,6                |

### 1987–1991: Indianapolis Colts

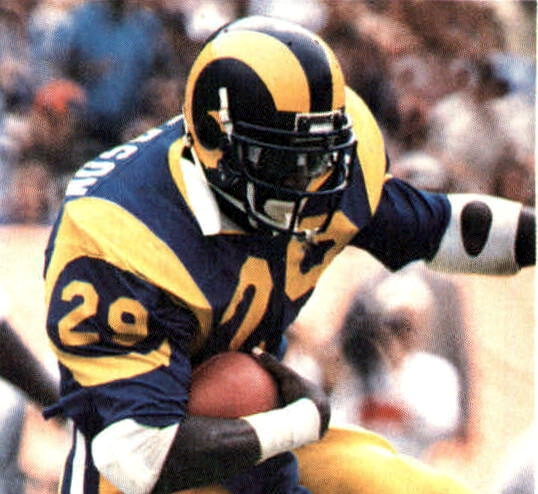
Dickerson jogando pelos Rams.

Dickerson foi trocado dos Rams para o Indianapolis Colts depois de perder 3 jogos por contusões em 1987, sendo que essa temporada foi mais curta devido a greve dos jogadores da National Football League. Em seu primeiro ano com os Colts ele correu para 1 011 jardas e fez 5 TDs. No ano seguinte ele teve o seu melhor ano na franquia com 1 659 jardas e 14 touchdowns. Em 1989 Dickerson ultrapassa a marca de 10 mil jardas na carreira.
Embora fosse o RB mais bem pago da liga, Dickerson sofria de depressão e comportamento errático. Ele chegou a ser suspenso pela NFL em 1990. A partir dai sua carreira entrou em declinio. Em 1991 ele foi suspenso mais uma vez e os Colts amargaram um temporada horrivel com 1 vitória e 15 derrotas. No ano seguinte, os Colts trocam Dickerson e o mandam para o Los Angeles Raiders por duas escolhas a mais no draft.
Dickerson descreveu a troca para o Indianapolis como o pior momento de sua carreira e afirmou que não gostou da passagem pelos Colts.

### 1992–1993: Fim da Carreira
Ao chegar no Los Angeles Raiders, Dickerson começou a ensaiar uma recuperação correndo para 100 jardas em seus dois primeiros jogos. Mas foi só e ele não fez muita coisa mas conseguiu um belo TD de 40 jardas contra o Kansas City em pleno Monday Night Football.
No dia 7 de julho de 1993, os Raiders mandam Dickerson para Atlanta para jogar nos Falcons mas o treinador do time, Jerry Glanville, o manda embora falando que ele precisava de jogadores mais novos e o dispensaram. Depois de fazer alguns testes fisicos em Green Bay e falhar, Eric Dickerson acabou por anunciar sua aposentadoria. Atualmente, Dickerson está no Hall da Fama da NFL.

## Estatísticas da Carreira
| Ano   | Time                | Jogos | Corridas | Jardas | Média | TDs |
| ----- | ------------------- | ----- | -------- | ------ | ----- | --- |
| 1983  | Los Angeles Rams    | 16    | 390      | 1 808  | 4,6   | 18  |
| 1984  | Los Angeles Rams    | 16    | 379      | 2 105  | 5,6   | 14  |
| 1985  | Los Angeles Rams    | 14    | 292      | 1 234  | 4,2   | 12  |
| 1986  | Los Angeles Rams    | 16    | 404      | 1 821  | 4,5   | 11  |
| 1987  | Los Angeles Rams    | 3     | 60       | 277    | 4,6   | 1   |
| 1987  | Indianapolis Colts  | 9     | 223      | 1 011  | 4,5   | 5   |
| 1988  | Indianapolis Colts  | 16    | 388      | 1 659  | 4,3   | 14  |
| 1989  | Indianapolis Colts  | 15    | 314      | 1 311  | 4,2   | 7   |
| 1990  | Indianapolis Colts  | 11    | 166      | 677    | 4,1   | 4   |
| 1991  | Indianapolis Colts  | 10    | 167      | 536    | 3,2   | 2   |
| 1992  | Los Angeles Raiders | 16    | 187      | 729    | 3,9   | 2   |
| 1993  | Atlanta Falcons     | 4     | 26       | 91     | 3,5   | 0   |
| Total |                     | 146   | 2 996    | 13 259 | 4,4   | 90  |